# Aston Martin V8
La Aston Martin V8 (maggiormente nota col nome di AM V8, per distinguerla da altri modelli Aston Martin con la stessa sigla) è un'autovettura sportiva (coupé o cabriolet) prodotta dalla casa automobilistica britannica Aston Martin tra il 1973 ed il 1990.

## Il contesto
L'Aston Martin V8 non è altro che un ulteriore sviluppo della precedente DBS, con la quale condivideva il pianale portante in acciaio e i tratti salienti del design.

La DBS fu l'ultimo modello sviluppato dalla Aston Martin durante la sua appartenenza al gruppo David Brown per sostituire la precedente DB6. La DBS era disponibile inizialmente solo con il noto motore sei cilindri in linea ereditato dalla DB6 fino al 1969, quando arrivò la DBS V8 con un motore otto cilindri a V totalmente nuovo ed entrambe le versioni della DBS furono prodotte con la stessa carrozzeria fino al 1972. Durante il 1971 l'Aston Martin entrò in crisi finanziaria e David Brown decise di venderla alla Investor Company Developments, che ne assunse la guida dell'azienda il 1º gennaio 1972. Nell'aprile del 1972, Aston Martin realizzò le ultime 23 DBS a sei cilindri e 34 DBS V8 completando il ciclo dei modelli dell'era David Brown. 

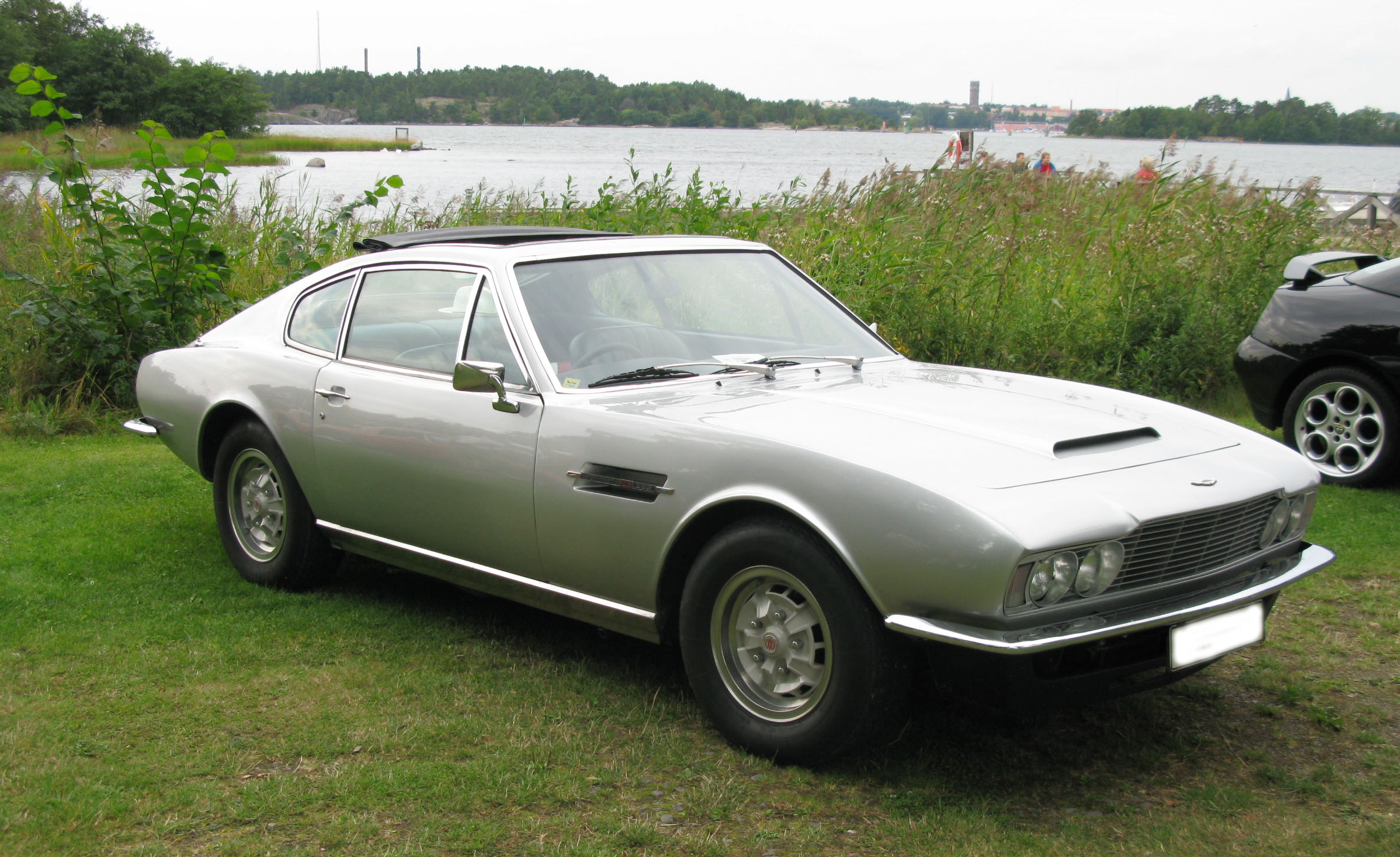
Una Aston Martin DBS V8 del 1970, si noti il frontale con 4 fari piccoli inglobati nella calandra; è talmente simile alla V8 da esserne considerata la 1ª serie

In realtà però questi modelli non andarono in pensione venendo solo ritoccati e rinominati, infatti nell'aprile del 1972 apparvero la "nuova" Vantage (a 6 cilindri) e la "nuova" AM V8. In nome del futuro, la sigla "DB", che aveva rappresentato l'era David Brown, venne giubilata. Tecnicamente le "nuove" vetture corrispondevano alle precedenti DBS e DBS V8; esternamente invece avevano un nuovo frontale con due grandi proiettori rotondi anziché i precedenti quattro piccoli e una nuova griglia ottagonale ispirata a quella della DB4-5-6. Il designer William Towns aveva proposto anche dei cambiamenti ulteriori alla coda che non vennero però attuati per ragioni di costi. Nel 1973 la Vantage andò in pensione insieme alle ruote a raggi di serie e al glorioso 6 cilindri in linea di Tadek Marek.
Dopo una nuova crisi nel giugno del 1975 l'Aston Martin venne rilevata da un consorzio di uomini d'affari britannici e canadesi. Sotto la loro guida, la società ha continuato la produzione della V8 e ampliando gradualmente la gamma disponibile con nuovi modelli derivati. Oltre a una versione cabriolet della V8, la Volante, apparve anche la versione ad alte prestazioni, la Vantage (da non confondere con la 6 cilindri), e con la Lagonda del 1976 la Aston Martin portò sul mercato una berlina a quattro porte altamente tecnologica, anch'essa basata sulla base della V8.
L'Aston Martin V8 e i modelli che ne derivarono direttamente rimasero in produzione fino al 1989 mentre gli organi meccanici evoluti nella Virage addirittura fino al 2000, anche sotto la proprietà americana Ford, che nel frattempo aveva rilevato la società entrata nuovamente in crisi.

## La vettura

### La meccanica
L'Aston Martin V8 usa il motore otto cilindri a V il cui design di base corrisponde a quello della precedente DBS V8. L'Aston Martin aveva cominciato a sviluppare questo motore nel 1963 sotto la direzione di Tadek Marek che voleva migliorare le prestazioni offerte dal sei cilindri, giunto al termine dello sviluppo. Per questo pensò una moderna unità 4,8 litri con bancate dei cilindri inclinate di 90°, due alberi a camme in testa per ogni bancata, impianto di iniezione meccanica e monoblocco, testata e numerosi accessori realizzati in leghe di alluminio per contenere il peso.

Tuttavia la dirigenza scelse di produrre in serie una versione maggiorata a 5,3 litri (5341 cm3, alesaggio × corsa: 100 × 85 mm) pensando al mercato nordamericano, dove Chrysler, Ford e General Motors avevano in produzione motori di dimensioni simili per le loro auto sportive. Questa cilindrata è stata mantenuta fino alla fine della produzione nel 1989; tuttavia, negli anni '80, alcuni preparatori, come RS Williams, offrivano delle versioni elaborate del V8 con cilindrata aumentata fino a 7,0 litri.

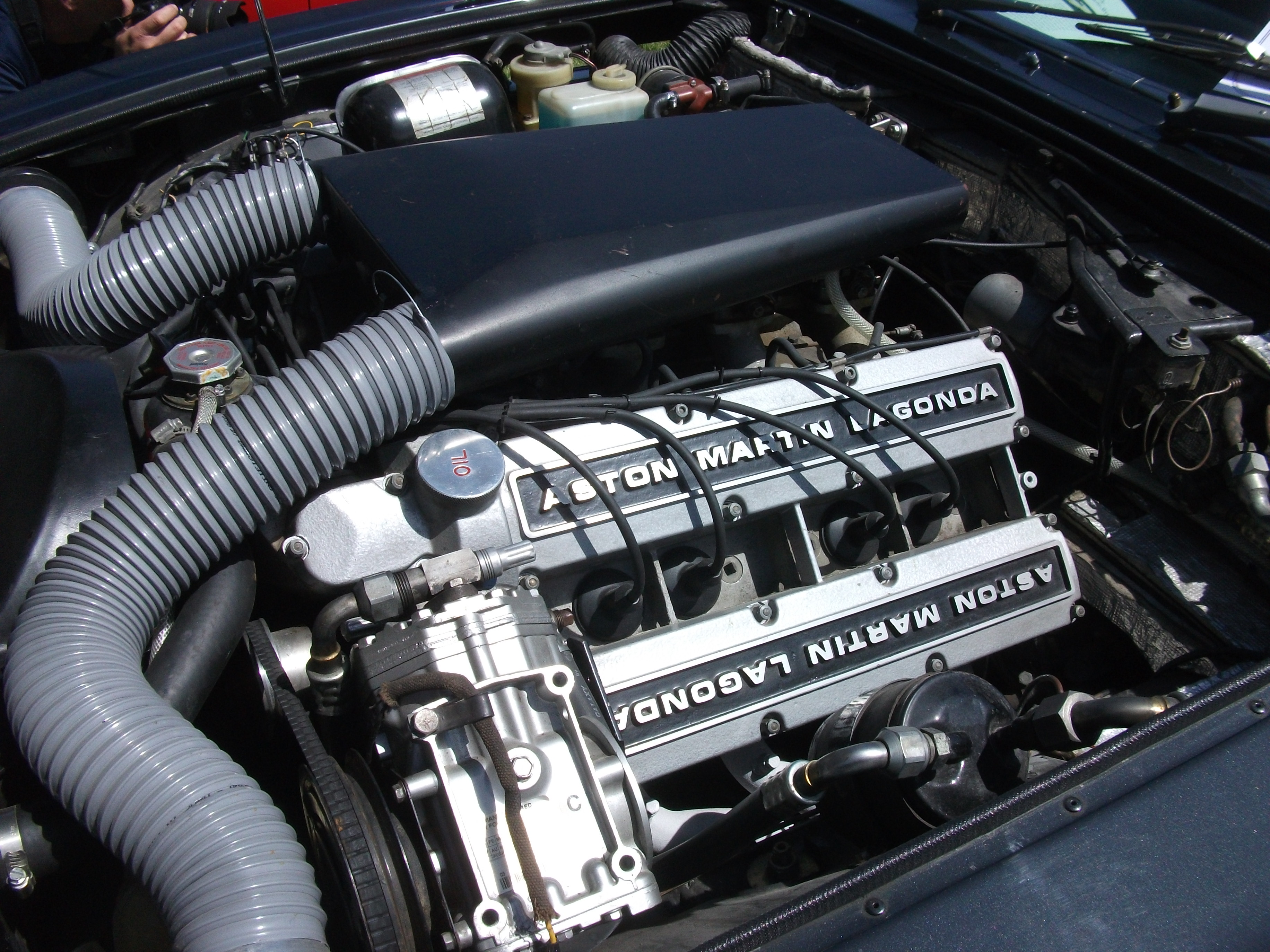
Il motore di Aston Martin V8 del 1976, in primo piano il compressore del climatizzatore

Il nuovo V8 fu installato su un'auto per la prima volta alla 24 Ore di Le Mans del 1967 su due Lola T70 gestite dal Team Surtees. Purtroppo le auto si ritirarono proprio perché i motori non durarono a lungo ma le modifiche applicate al motore dopo queste defezioni assicurarono una migliore affidabilità sui motori prodotti in serie.
Le differenze principali tra le varie serie della V8 riguardano il sistema d'iniezione del carburante. Sulla DBS V8 e sulle prime V8 il motore sviluppava 325 CV usando il sistema di iniezione meccanica Bosch della DBS V8, che però si rivelò problematico sia nell'uso quotidiano sia per le rigide regole antinquinamento USA. Quindi sulla terza serie del 1973 e sulla quarta del 1978 l'Aston Martin tornò indietro ad una classica batteria di quattro carburatori Weber doppio corpo 42 DCNF. Purtroppo sulla terza serie il propulsore perse potenza sviluppando solo 292 CV mentre sulla quarta la potenza risalì a 314 CV. La quinta serie del 1985 introdusse l'iniezione elettronica Weber-Marelli, che aumentò la potenza del motore fino agli originari 320 CV.
Per gratificare il pubblico statunitense su tutte le auto venne offerto di serie un cambio automatico Chrysler Torque Flite a tre velocità relegando l'unità manuale ZF a cinque marce ad optional disponibile solo in Europa. L'impianto frenante era di primo livello con servofreno a depressione e quattro freni a disco, di cui gli anteriori autoventilanti e i posteriori inboard. Le sospensioni anteriori a ruote indipendenti sfruttano uno schema a doppi quadrilateri con molle elicoidali, ammortizzatori idraulici telescopici e barra antirollio mentre quelle posteriori un ponte De Dion con doppi bracci di reazione longitudinali e parallelogramma di Watt.

### La carrozzeria e gli interni

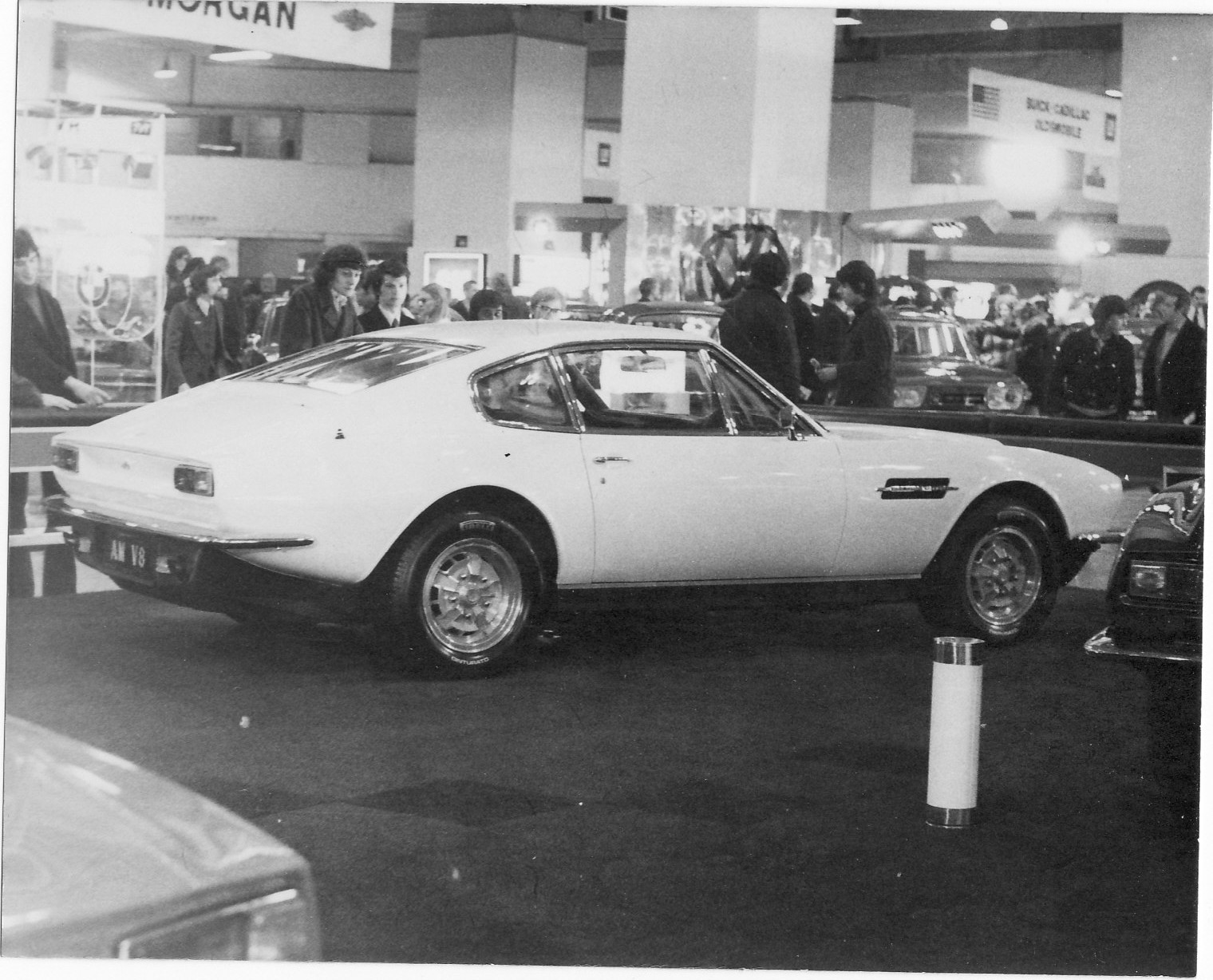
L'Aston Martin V8 del 1972 al Earls Court Motor Show

La linea dell'Aston Martin V8 deriva, come il pianale in acciaio scatolato, da quella della DBS ma con un nuovo frontale ridisegnato da William Towns, ex designer capo del gruppo Rootes. La caratteristica distintiva essenziale tra DBS e V8 è appunto il design del frontale con due nuovi e più potenti fanali anteriori circolari e una griglia ottagonale ispirata a quella della DB4 che presero il posto dei precedenti quattro piccoli proiettori inglobati nella griglia cromata. Gli indicatori di direzione, che provengono dalla MG B, vennero montati sotto il paraurti cromato.

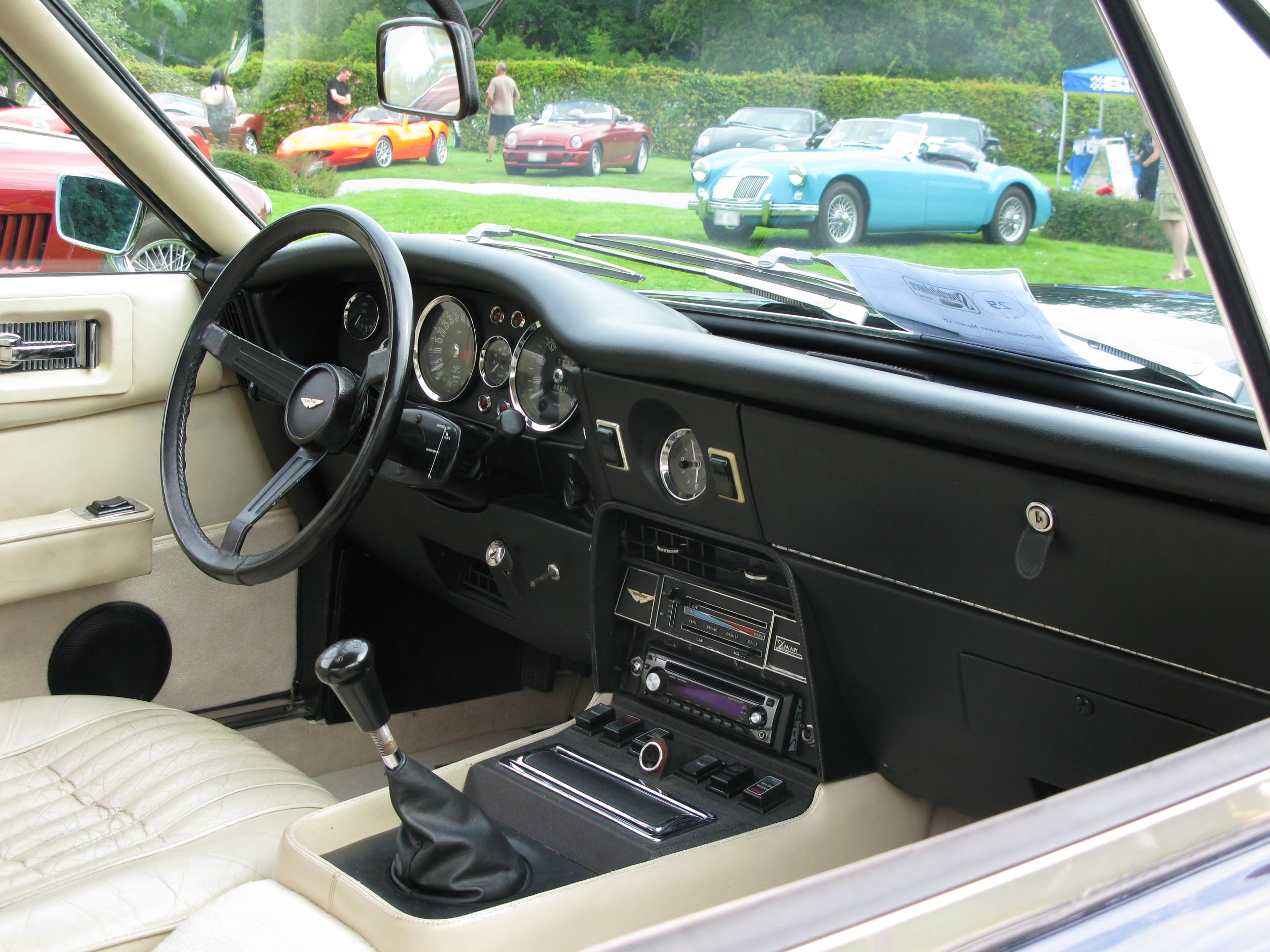
La plancia di una Aston Martin V8 del 1973

La V8 resta quindi una granturismo due porte con coda fastback e quattro posti veri in cui il lungo cofano si contrappone ad un abitacolo raccolto e alla coda tronca. Sul parafango anteriore resta la piccola griglia di sfogo dell'aria calda coperta da una barra cromata tipica del marchio inglese, qui con l'indicazione del modello.
I lussuosi interni, con le quattro poltrone e il volante rivestiti in pelle Connolly e gli strumenti Smiths circolari a fondo nero, rimasero invariati rispetto alla DBS mentre vennero migliorati l'isolamento termico e acustico e ingrandito il serbatoio dotato di due tappi di riempimento.
Le singole serie dell'Aston Martin V8 si differenziano all'esterno principalmente per la forma delle prese d'aria sul cofano e dalla forma e il posizionamento della griglia di ventilazione dell'aria viziata dall'abitacolo tra il lunotto e il bagagliaio.

## La produzione
Nel complesso, la Aston Martin ha prodotto quattro serie della V8. In retrospettiva, la DBS V8 prodotto sotto l'egida di David Brown è stata classificata come la 1ª Serie delle V8 dall'Aston Martin Owners Club; quindi i modelli prodotti dalle successive proprietà includono le serie dalla 2ª alla 5ª.

### Seconda serie "V8": aprile 1972 - luglio 1973

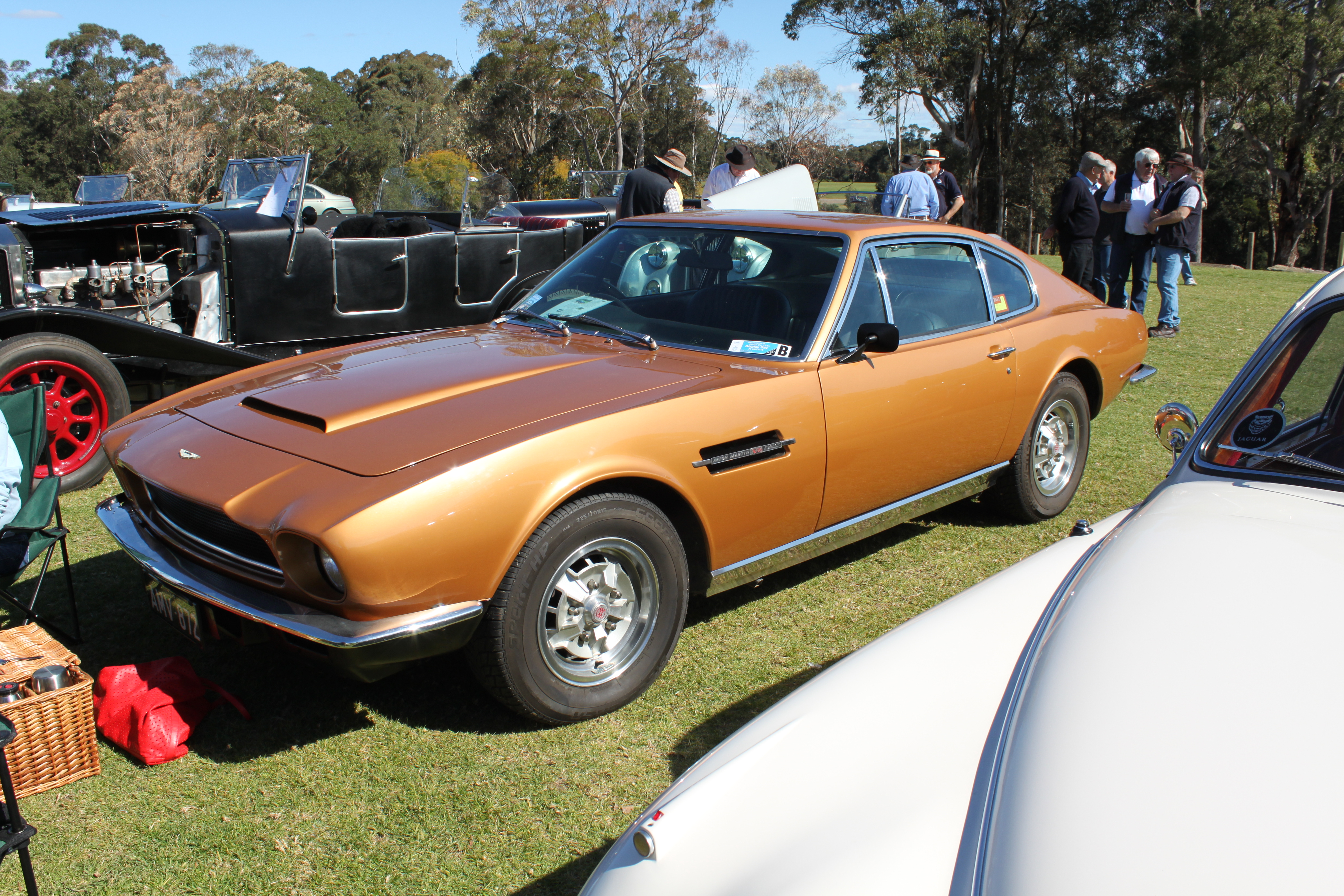
Aston Martin V8 Serie 2: si noti la presa d'aria sul cofano

Il primo modello Aston Martin che porta la denominazione V8 (senza DBS), venne presentato nell'aprile 1972 ed essendo più un'evoluzione della DBS V8 che un modello tutto nuovo venne nominato internamente Serie 2.
Sulle prime V8 il motore sviluppava 325 CV usando il sistema di iniezione meccanica Bosch della DBS V8, che però si rivelò problematico sia nell'uso quotidiano sia per le rigide norme antinquinamento USA, infatti questa versione non era disponibile nel mercato nordamericano. La Serie 2 è riconoscibile esternamente dalla forma della presa d'aria sul cofano le cui dimensioni corrispondono a quella della DBS V8.
Il prezzo di vendita in Inghilterra della Serie 2 nel 1972 fu di £8.749 tasse incluse. Questa versione è stata prodotta per 15 mesi in un totale di 288 esemplari. Da aprile fino a dicembre 1972 il pianale portante in acciaio delle prime 153 V8 era ancora prodotto dalla David Brown Company ad Huddersfield, nell'Inghilterra centrale. Nei mesi seguenti, tuttavia, la produzione delle ultime 135 V8 della Serie 2 passò completamente alla sede della Aston Martin a Newport Pagnell.

### Terza serie "V8": agosto 1973 - settembre 1978

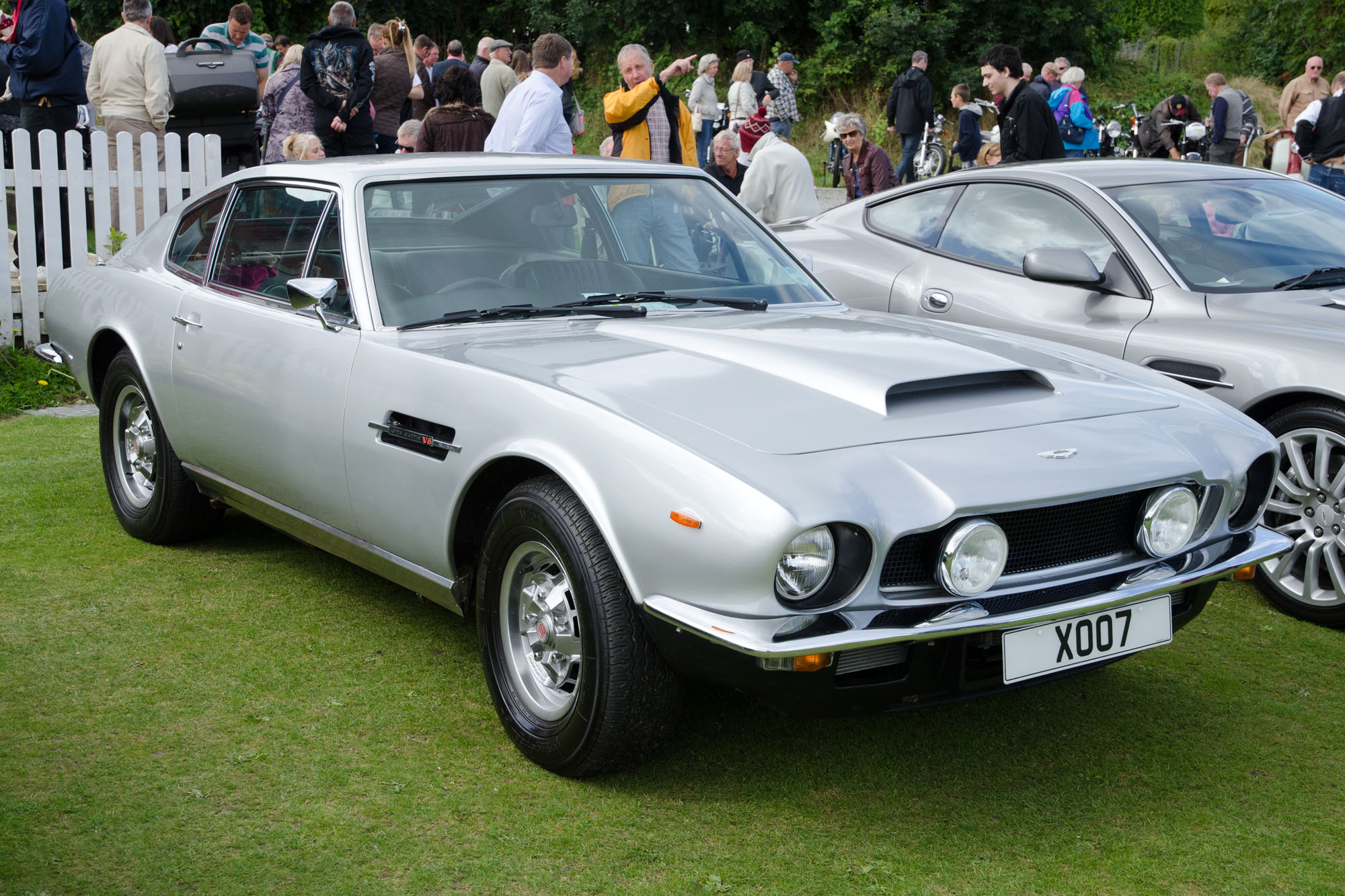
Un'Aston Martin V8 Serie 3 del 1973, si noti la presa d'aria sul cofano ingrandita

Nell'agosto 1973 fu presentata la V8 Serie 3, caratterizzata da una presa d'aria notevolmente ingrandita sul cofano, dovuta al nuovo impianto di alimentazione a carburatori. Infatti una classica batteria di quattro carburatori Weber doppio corpo 42 DCNF sostituì l'impianto di iniezione Bosch, inaffidabile e complicato da gestire, e fece sì che la vettura potesse soddisfare le norme antinquinamento USA ed essere venduta sul mercato nordamericano.
L'auto a carburatori produceva 314 CV e poteva raggiungere le 60 MpH (97 km/h) in 6,1 secondi con il cambio automatico o 5,7 s con quello manuale. Successivamente la potenza scese a 292 CV nel 1976 per rispettare le nuove norme antinquinamento della California. L'anno successivo un motore "Stage 1" con nuovi alberi a camme e collettori di scarico fece risalire la potenza a 309 CV. L'alimentazione a carburatori fece diminuire la potenza ma ebbe un effetto positivo sul comportamento su strada rendendo l'accelerazione più regolare.
Nell'ottobre 1974 la prima Aston Martin V8 fu immatricolata negli Stati Uniti dopoché la società, in stretta collaborazione con la Weber, era riuscita a soddisfare gli standard americani sulle emissioni; tuttavia l'auspicato aumento delle vendite non si materializzò: la prima crisi petrolifera del 1973 colpì anche gli Stati Uniti, il che significava che le vetture ad alte prestazioni dall'alto consumo di carburante non erano facili da vendere neanche oltreoceano.
Un'altra differenza della V8 Serie 3 sta nelle griglie di sfogo dell'aria viziata. Le precedenti V8 hanno feritoie verticali nel piccolo pannello montato sotto il lunotto posteriore mentre le auto dalla Serie 3 in poi hanno una sottile apertura orizzontale nella parte inferiore di questo pannello, proprio sopra il bordo superiore del cofano bagagli.
La produzione della Serie 3 durò dal 1973 al 1978 ma venne interrotta per tutto il 1975 a causa di una crisi aziendale e ne furono prodotti 967 esemplari.

### Quarta Serie "V8 Oscar India": ottobre 1978 - dicembre 1985

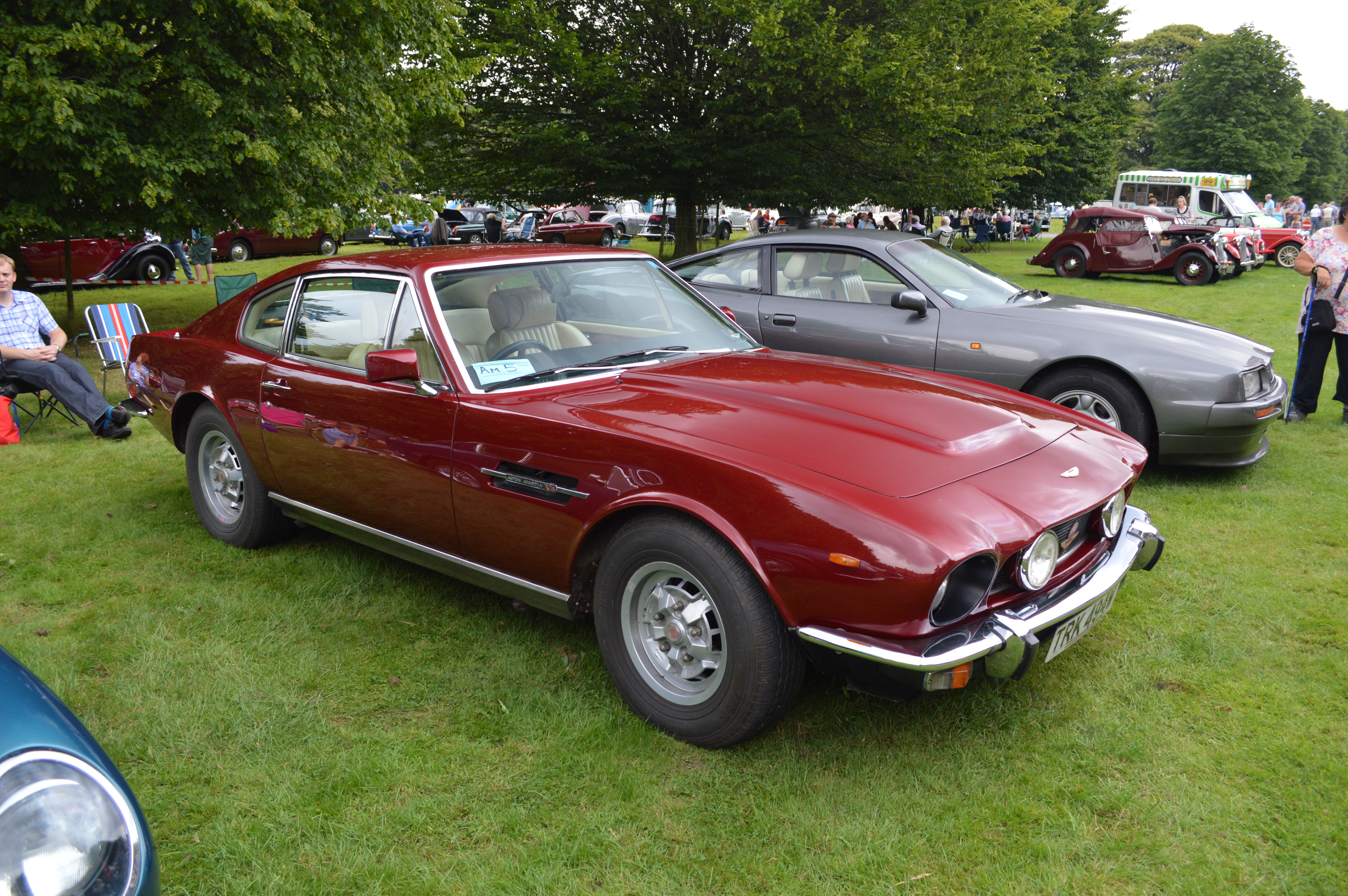
Una Aston Martin V8 Oscar India del 1980

La V8 Serie 4 venne presentata nell'ottobre 1978 al Salone dell'Automobile di Birmingham e viene comunemente definita Oscar India dalla casa e dagli amanti del marchio, una trascrizione delle lettere O e I che a sua volta significano "October Introduced", introdotta ad ottobre.
La Serie 4 aveva un nuovo cofano, ora chiuso e privato della presa d'aria, con un rigonfiamento simile a quello della versione Vantage. All'interno, per la prima volta dai tempi della Aston Martin DB 2/4, riapparve il rivestimento in legno del cruscotto al posto del vinile insieme ad una nuova consolle centrale.
A partire dal 1980 tutte le auto ottennero un nuovo motore modificato con rapporto di compressione aumentato (da 9,1:1 a 9,3:1), nuova testata, valvole maggiorate e organi della distribuzione riprogettati che sviluppava più coppia a parità di potenza e con un consumo ridotto del 10% mentre le vetture destinate al mercato statunitense ricevettero paraurti molto più grandi ad assorbimento d'urto che aggiunsero peso e modificarono la linea dell'auto. La V8 Oscar India venne prodotta fino al 1985 in 352 esemplari.

### Quinta serie "V8 EFI": gennaio 1986 - ottobre 1989

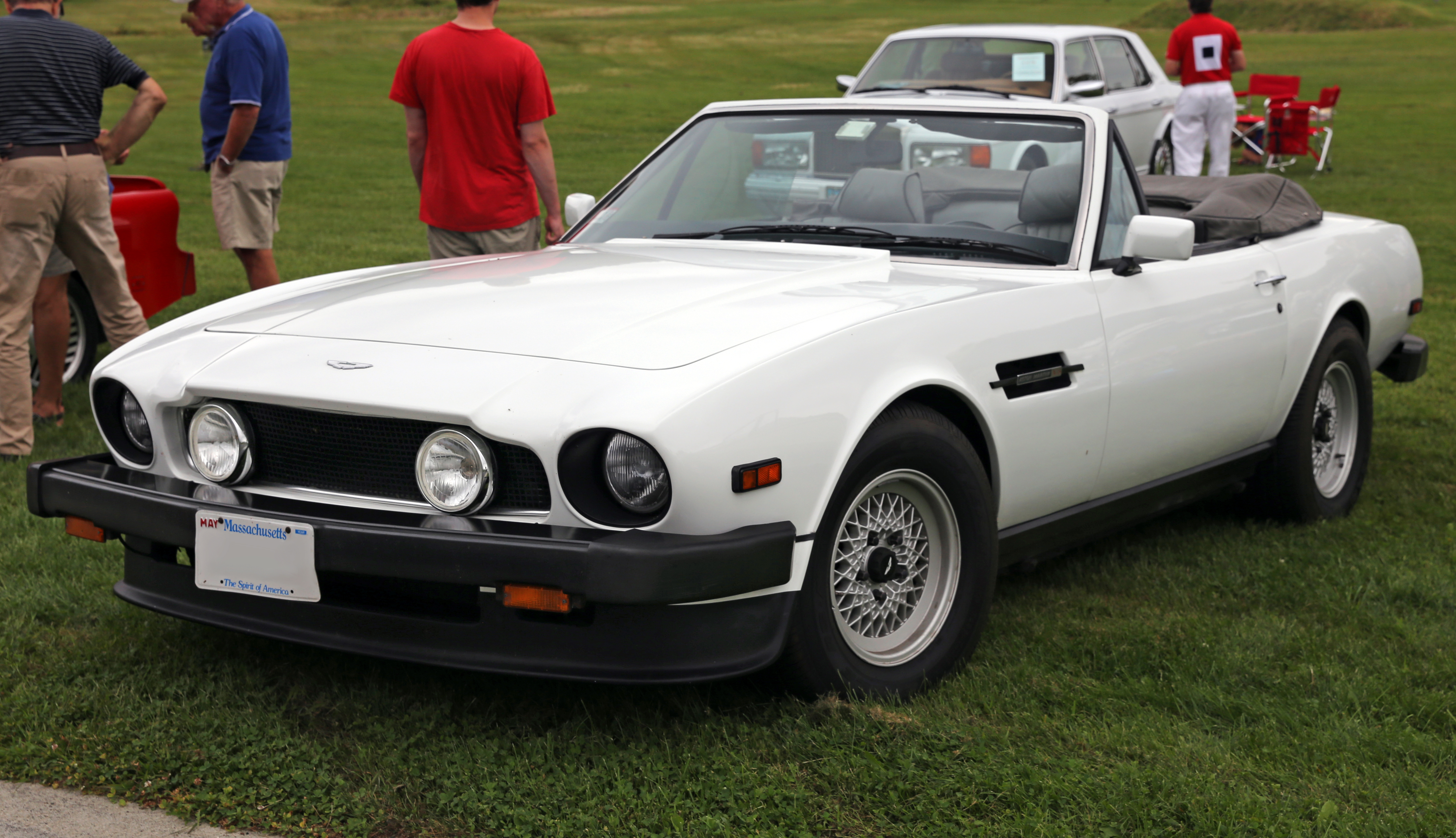
Aston Martin V8 Volante Serie 5 del 1986 con paraurti maggiorati obbligatori negli USA

La Serie 5, l'Aston Martin V8 EFI, Electronic Fuel Injection, venne presentata nel gennaio 1986 al Salone dell'automobile di New York e prodotta fino al 1989 in 405 esemplari.
La modifica più significativa che si evince anche dal nome è l'introduzione di un sistema di iniezione elettronica Weber/Marelli al posto dei precedenti carburatori. Il sistema risultava più compatto dei carburatori e non aveva più bisogno del rigonfiamento del cofano che venne praticamente eliminato, sostituito da un piccolo rilievo. Ora tutte le vetture montarono i voluminosi paraurti americani che aumentarono leggermente l'altezza da terra e dietro venne montato lo spoiler precedentemente riservato ai modelli Vantage.
Dopo 17 anni la V8 uscì di produzione sostituita dalla nuova Virage, che comunque mantenne gli organi meccanici della progenitrice, sia pur aggiornati.

## L'Aston Martin V8 Vantage

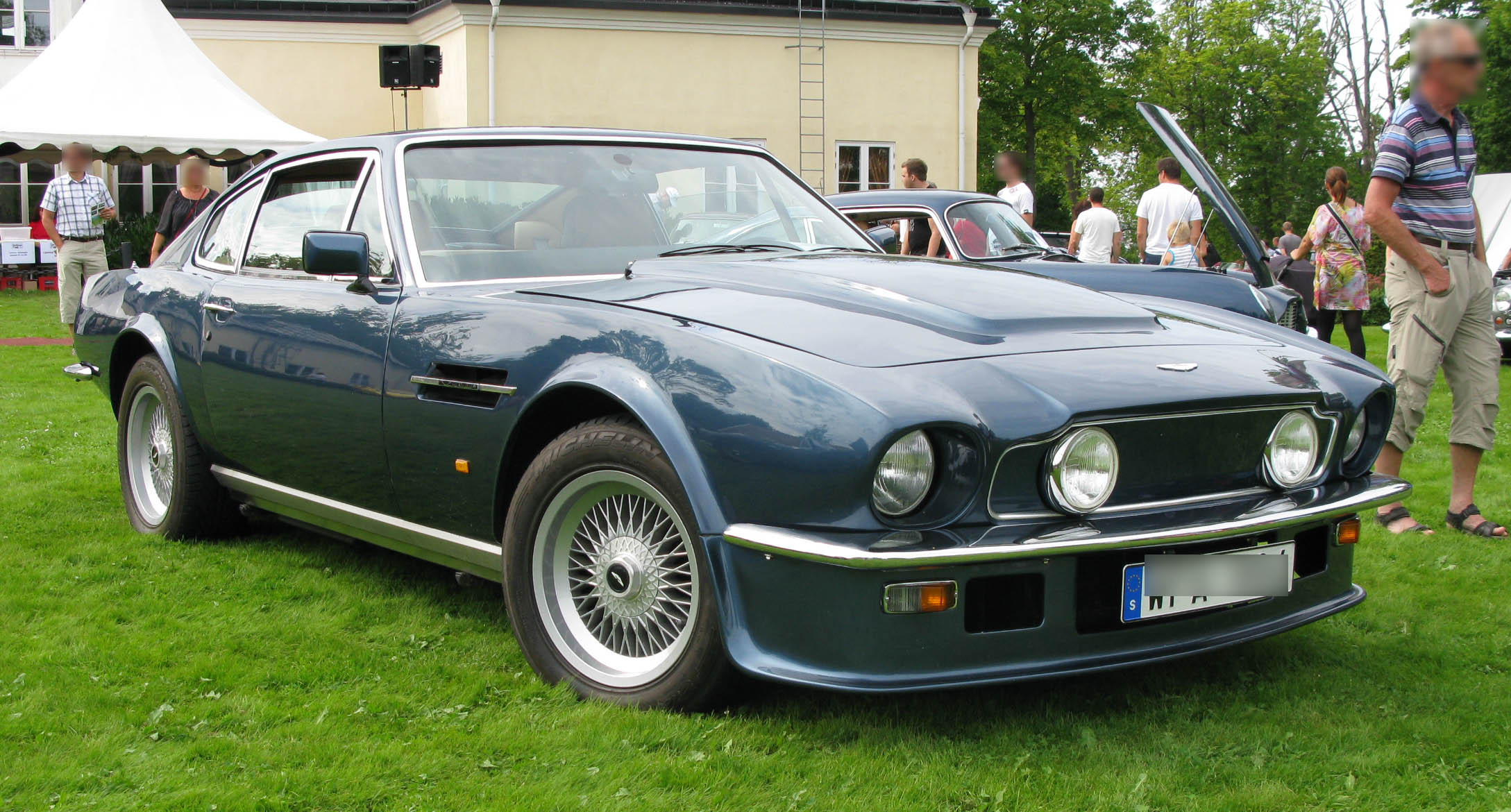
Una Aston Martin V8 Vantage del 1980

Nel febbraio 1977 venne offerta una versione ad alte prestazioni della V8, battezzata come da consuetudine Aston Martin V8 Vantage.
Meccanicamente vennero modificate le tarature dei carburatori voluminosi e riviste le testate ingrandendo valvole di aspirazione e scarico. Così facendo la potenza del motore crebbe inizialmente a 380 CV e dal 1986 a 400 CV. Negli anni '80 venne lanciata anche una versione con rapporto di compressione innalzato che produceva 432 CV. La velocità massima aumentò quindi a 265 e poi 275 km/h. Tutte le V8 Vantage (eccetto una equipaggiata con il cambio automatico di serie) sono equipaggiate con un cambio manuale ZF a cinque marce e hanno un assetto ribassato con ammortizzatori Koni.
Esteticamente la Vantage era riconoscibile dallo spoiler anteriore più pronunciato, la griglia anteriore chiusa con fanali ausiliari incassati, cofano chiuso con una vistosa gobba sopra i carburatori, passaruota allargati e uno spoiler posteriore integrato nel portellone. Queste modifiche hanno ridotto la resistenza all'avanzamento della Vantage del 10% rispetto alla V8 standard.

## La Volante: la versione cabriolet

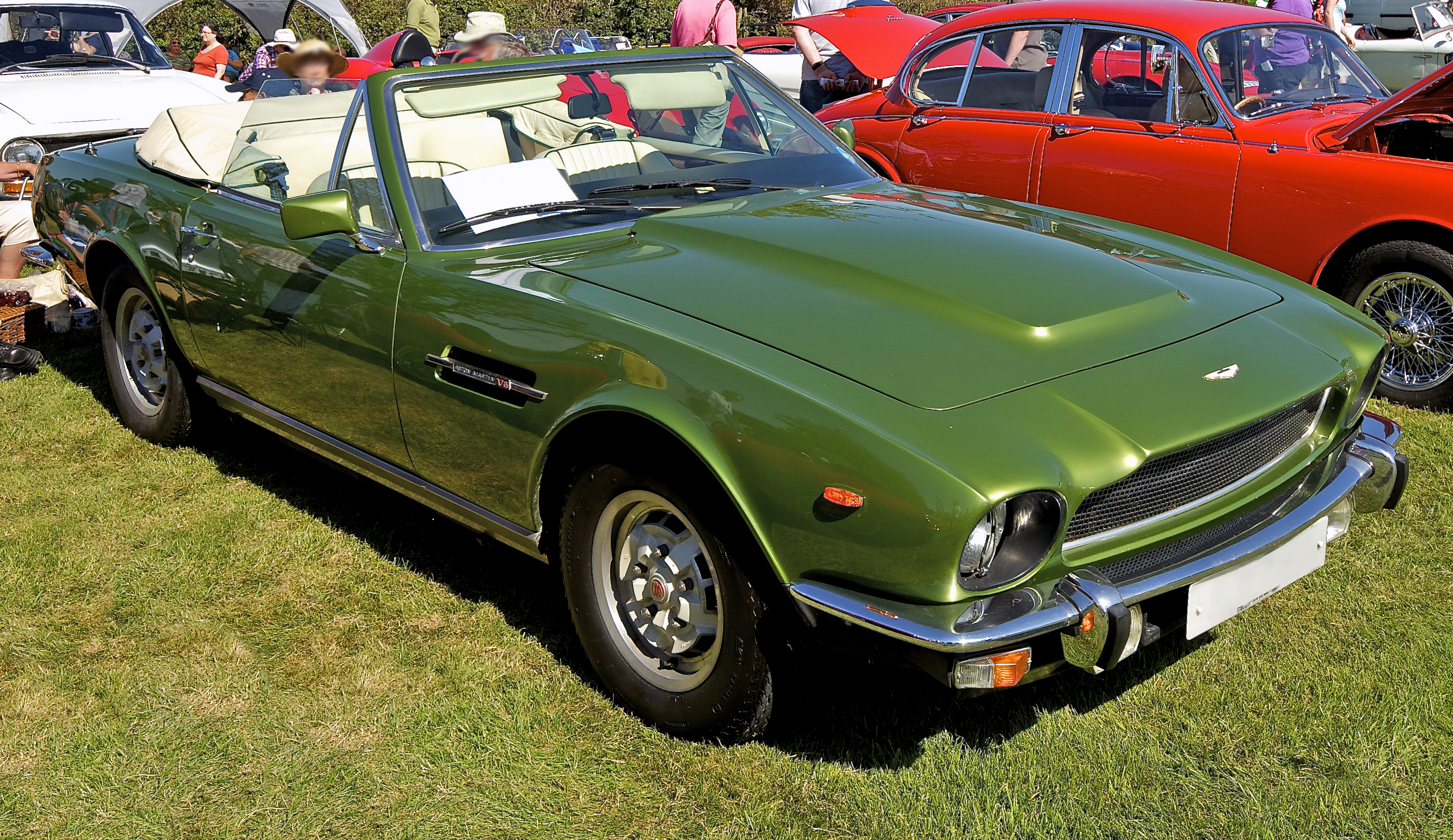
Una Aston Martin V8 Volante del 1981

Dopo la coupé standard e la versione ad alte prestazioni Vantage nel 1978 venne lanciata la versione deccapottabile, la V8 Volante, il terzo modello della famiglia V8. Fu la prima Aston Martin scoperta dalla DB6 Volante, la cui produzione era stata interrotta nel luglio 1969.
Lo sviluppo della V8 aperta iniziò nel 1976 con il necessario lavoro di irrigidimento della scocca svolto in collaborazione con la carrozzeria Woodall Nicholson di Halifax, che rese la cabriolet 70 kg più pesante del modello chiuso. Responsabile del design della cabriolet fu Harold Beach che ridisegnò tutta la coda. La Volante è identica alla versione chiusa dal paraurti anteriore alle portiere mentre cambiano la parte posteriore, sempre tronca ma più alta rispetto a quella della coupé e con un cofano bagagli orizzontale, e il tetto, ovviamente apribile. La vettura chiusa ha quindi una linea più classica, diversa da quella due volumi della V8 coupé.
La costruzione della capote è ben isolata e con la superficie esterna ricoperta di Everflex, una plastica che simula il vinile. Quando è aperto e ripiegato la maggior parte del tetto apribile scompare nella carrozzeria in un apposito vano, ricavato a scapito del bagagliaio. Il meccanismo di apertura e chiusura del tetto elettroidraulico e il vano in cui si ripiega sono stati progettati da George Mosely, che aveva già progettato il tetto apribile della Rolls-Royce Corniche Convertible.
La prima V8 Volante di serie venne presentata nel febbraio 1978 e anticipò i cambiamenti stilistici che ricevette anche la Serie 4 (Oscar India) della V8 nell'ottobre 1978; principalmente il cofano completamente chiuso che rinuncia alla presa d'aria. Le caratteristiche tecniche ricalcavano quelle della versione chiusa eccetto che per il tetto apribile.
Nel 1985, insieme alla versione chiusa, è stata presentata la V8 Volante Serie 2 che corrisponde tecnicamente e visivamente alla V8 EFI Serie 5, quindi con un motore ad iniezione e cofano piatto. Quasi tutte le Volante sono dotate di cambio automatico tanto che la prima cabriolet manuale non fu costruita fino al 1983.
Inizialmente la V8 Volante era riservato al mercato nordamericano tanto che i primi clienti britannici non hanno ricevuto le loro macchine fino all'inizio dell'estate 1980. Inoltre più del 75% della produzione delle cabriolet è stato esportato anche a causa del prezzo, di ben £ 89.900 nel 1988. Vennero prodotte 656 vetture 1ª serie e 245 esemplari 2ª serie.

### V8 Vantage Volante

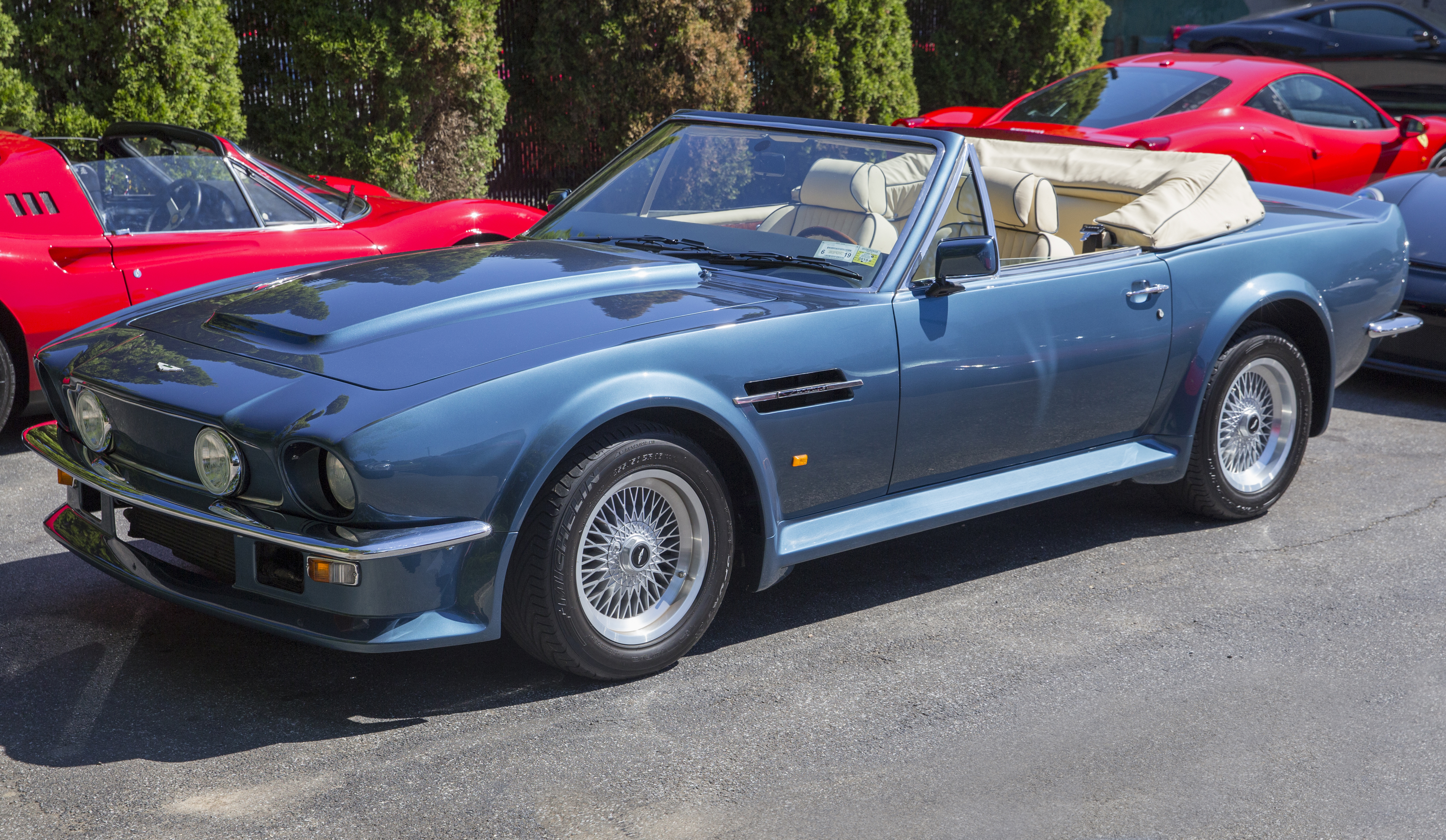
Una Aston Martin V8 Vantage Volante X-Pack del 1989

Nell'ottobre 1986 fu presentata la versione che univa la scocca della cabriolet agli allestimenti sportivi e alle alte prestazioni della V8 Vantage, la Aston Martin V8 Vantage Volante. La scocca cabriolet venne allargata e dotata degli spoiler e della griglia chiusa oltreché del motore Vantage con 400 Cv. L'auto così venne ritenuta troppo appariscente da qualche cliente.

#### V8 Vantage Volante "Principe di Galles"
Il principe Carlo d'Inghilterra, che è un amante del marchio inglese, ordinò ed ottenne una V8 Volante con carrozzeria di serie equipaggiata con la meccanica potenziata della Vantage. Successivamente l'Aston Martin lanciò una piccola serie di modelli (circa 20) così realizzati noti come V8 Vantage Volante Principe di Galles.

## L'Aston Martin V8 e James Bond 007

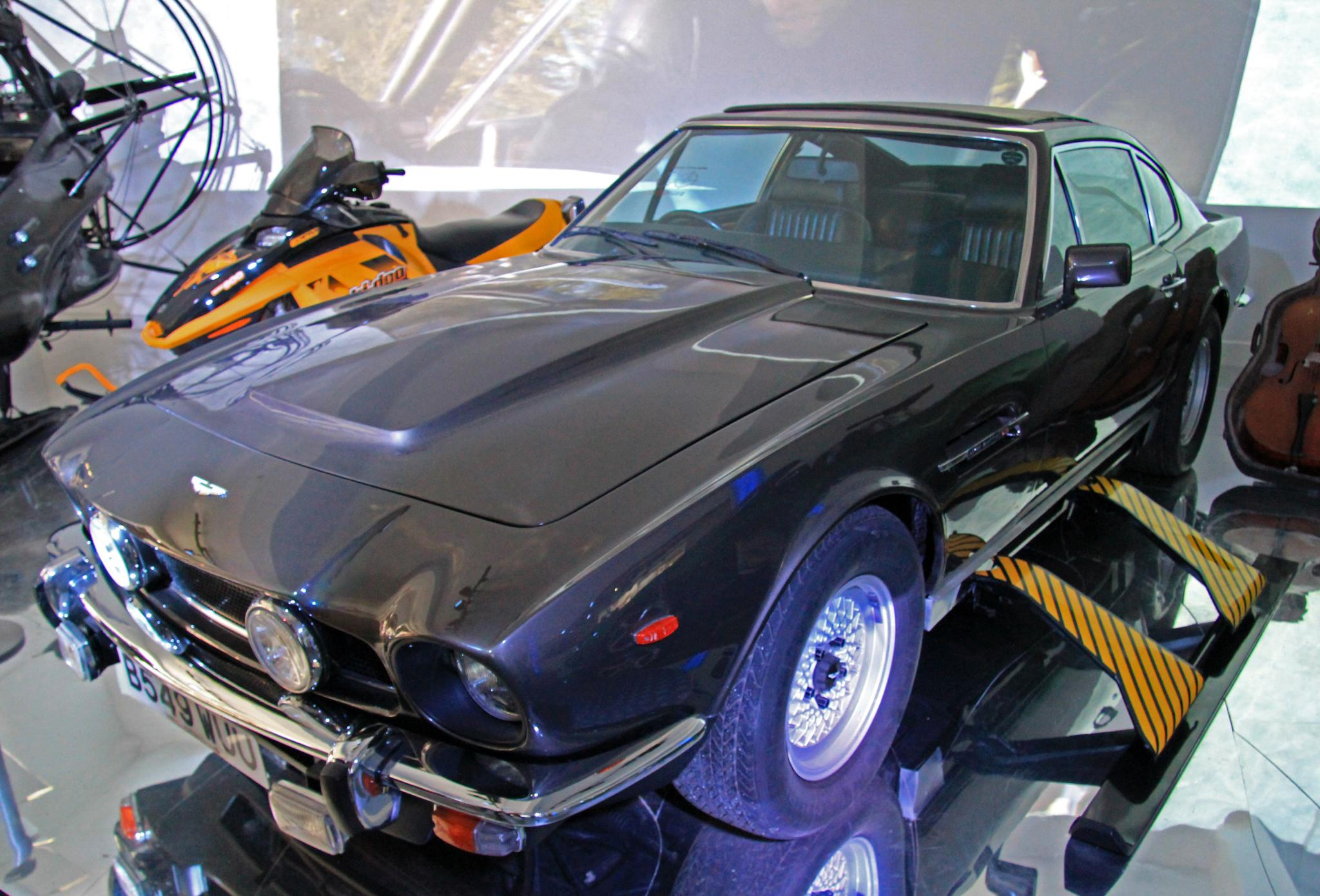
L'Aston Martin V8 di 007- Zona Pericolo (The Living Daylights) in mostra al National Motor Museum di Beaulieu nel 2012 in occasione di "Bond in motion, 50 Vehicles for 50 Years of 007"

Nel 1987 la EON Productions aveva deciso di riportare l'Aston Martin nel franchise di James Bond usando un modello OI della serie 4 nel film 007 - Zona pericolo (The Living Daylights) con Timothy Dalton nel ruolo dell'agente segreto inglese.
Tuttavia il film ha creato confusione negli spettatori (anche quelli con un po' di familiarità con i modelli Aston Martin dell'epoca) poiché vengono usate per le riprese 3 vetture diverse con lo stesso numero di targa; una V8 Volante e 2 V8 coupé "mascherate" da V8 Vantage.
All'inizio del film 007 usa una V8 Volante. L'auto utilizzata in queste scene era la V8 Volante di proprietà del presidente della Aston Martin Lagonda, Victor Gauntlett. Successivamente per rendere credibili le scene dell'inseguimento eseguite con delle coupé con lo stesso numero di targa sull'auto viene montato un hardtop dalla Sezione Q.
Per gli inseguimenti vennero usate in realtà due coupé V8 OI serie 4 entrambe modificate per sembrare delle più performanti V8 Vantage con la stessa targa della Volante vista all'inizio del film.
Una delle due auto venne usata per le riprese dinamiche e dei dialoghi con Maryam d'Abo mentre l'altra equipaggiata con gli optional di Q; tra cui radio capace di captare le frequenze della polizia, raggi laser sui mozzi delle ruote, lanciamissili nascosti dai fendinebbia, vetri blindati, pattini estraibili dietro i sottoporta, pneumatici chiodati, postbruciatore e dispositivo di autodistruzione.
La V8 tornerà nel prossimo film di James Bond, No Time to Die. Il CEO di Aston Martin, Andy Palmer, ha confermato il 20 giugno 2019 che la V8 farà un'altra apparizione a fianco di Daniel Craig sfoggiando lo stesso numero di targa B549WUU che aveva in Zona Pericolo 32 anni prima.

## Motorizzazioni[6]
| Modello                 | Disponibilità       | Motore  | Cilindrata (cm³) | Potenza         | Coppia Massima (Nm) | Emissioni CO2 (g/Km) | 0–100 km/h (secondi) | Velocità max (Km/h) | Consumo medio (Km/l) |
| V8 Volante cat.         | dal 1990 al 1991    | Benzina | 5340             | 178 Kw (243 Cv) | 435                 | n.d                  | 6.8                  | 216                 | n.d                  |
| V8 Volante              | dal 1986 al 1990    | Benzina | 5340             | 215 Kw (293 Cv) | 435                 | n.d                  | 6.8                  | 250                 | 5.5                  |
| V8 Vantage Volante cat. | dal 1990 al 1991    | Benzina | 5340             | 215 Kw (293 Cv) | n.d                 | n.d                  | 5.2                  | 265                 | 5.8                  |
| V8 Saloon               | dal debutto al 1986 | Benzina | 5340             | 250 Kw (340 Cv) | 490                 | n.d                  | 6.8                  | 255                 | 5.4                  |
| V8 Vantage              | dal 1977 al 1986    | Benzina | 5340             | 275 Kw (374 Cv) | 480                 | n.d                  | 5.2                  | 270                 | 5.4                  |
| V8 Vantage Volante      | dal 1986 al 1990    | Benzina | 5340             | 294 Kw (400 Cv) | 529                 | n.d                  | 5.2                  | 270                 | 5.4                  |
| V8 Volante Zagato       | dal 1986 al 1987    | Benzina | 5340             | 317 Kw (432 Cv) | 529                 | n.d                  | 5.2                  | 270                 | n.d                  |